# Peter Clemenza
Peter Clemenza is een personage dat voorkomt in Mario Puzo's boek De Peetvader en in twee van de drie er op gebaseerde films, The Godfather en The Godfather Part II. Het personage wordt in de films vertolkt door de oscargenomineerde Richard Castellano. In de flashbacks in de tweede film wordt Clemenza als jonge man gespeeld door Bruno Kirby.

## The Godfather
Clemenza begint als een van Don Vito Corleone's caporegimes en oudste vrienden, en als de peetvader van diens oudste zoon, Santino. Hij heeft een neus voor talent en leidt vijf toekomstige capi op: Sonny, Frank Pentangeli, Rocco Lampone, Al Neri en Joey Zasa.
Het is een personage dat het verhaal louter ondersteunt, maar toch zijn sommige van zijn acties essentieel voor de verhaallijn: zo krijgt hij de opdracht van Don Corleone, via Tom Hagen, om twee tienerjongens in elkaar te slaan die de dochter van de begrafenisondernemer Amerigo Bonasera hebben aangerand. Clemenza geeft die taak aan zijn "button man" Paulie Gatto, die vervolgens hulp krijgt van twee voormalige professionele boksers. (Een verwijderde scène uit de film toont hoe Paulie Gatto deze opdracht uitvoert.)
Paulie, belast met de veiligheid van de Don, is niet aanwezig wanneer de Tattaglia's en Virgil Sollozzo een moordaanslag plegen op Vito Corleone. Sonny besluit hieruit dat hij met de vijand samenspant en geeft aan Clemenza opdracht hem uit de weg te ruimen. Clemenza neemt deze opdracht graag aan omdat Paulie hem een grote mond durft op te zetten. In het boek wordt Clemenza aanvankelijk verdacht van de samenzwering, maar vervolgens van verdenking gezuiverd. Clemenza neemt Rocco Lampone onder de arm, die op dat ogenblik nog geen volwaardig maffialid is, om hem de kans te geven zich te bewijzen. Om Paulie op zijn gemak te stellen, rijden ze enkele dagen met hem rond in een Packard, zogezegd op zoek naar plaatsen waar de bende mannetjes kan verstoppen die de dienstplicht in de komende oorlog willen ontlopen. Wanneer Clemenza de auto verlaat om te plassen, schiet Lampone vanaf de achterbank Paulie op de bestuurdersplaats dood. Clemenza zegt dan zijn beroemdste regel in de film: Leave the gun. Take the cannoli.
Wanneer Vito's jongste zoon, Michael, aanbiedt om Sollozzo en de corrupte politiekapitein McCluskey te vermoorden, is het Clemenza die Michael vertelt hoe je het pistool moet gebruiken en hoe hij de zaak moet aanpakken. Terwijl Michael zich na de geslaagde moordaanslag verbergt in Sicilië, bereidt Clemenza de misdaadfamilie voor op een totale oorlog tegen de andere vier families. De oorlog kost uiteindelijk het leven van Vito's oudste zoon Sonny. Na zijn terugkeer naar New York wordt Michael benoemd tot hoofd van de familie, maar Clemenza en Salvatore Tessio zijn ontevreden met de manier waarop de dingen gaan, en vragen toestemming om zich los te maken uit de familie Corleone om hun eigen familie te starten. Michael staat dit toe, onder voorwaarde dat de huidige aangelegenheden eerst moeten zijn afgewikkeld.
Wanneer een aanslag op het leven van Michael mislukt, wordt Clemenza ervan verdacht te hebben samengespannen met de opdrachtgever Don Barzini, maar later wordt onthuld dat Tessio de verrader was. Clemenza krijgt van Michael de opdracht om grote schoonmaak te houden, en hij vermoordt persoonlijk Don Stracci en Carlo Rizzi, Michaels zwager, die met Barzini heeft samengespannen om Sonny te doden. Clemenza wordt in de film het laatst gezien wanneer hij Michael begroet met "Don Corleone" en hem de hand kust.

## De Siciliaan
Clemenza komt kort voor in Puzo's tweede boek in de Godfatherreeks, De Siciliaan. Hij ontmoet er Michael tijdens diens ballingschap in Sicilië, op het huis van zijn broer Domenic Clemenza in Trapani. Zij bespreken er het lot van Turi Giuliano, naar aanleiding van de bevelen van een herstellende Vito Corleone. Clemenza vertelt Michael dat hij na een week bij hem zal verslag uitbrengen, met of zonder Giuliano, en dat Michael daarna kan terugkeren naar Amerika.

## The Godfather Returns
In dit boek uit 2004 van Mark Winegarder, een vervolg op de boeken van Mario Puzo, wordt kort beschreven hoe Clemenza, het misdaadimperium van de Corleones in New York geleidelijk overneemt. Het vertelt ook over zijn betrokkenheid bij de terugkeer van Michael en diens officiële inwijding als maffialid. De roman beschrijft Clemenza's dood aan een hartaanval, en de complottheorie dat hij eigenlijk uit de weg is geruimd door de gebroeders Rosato.

## The Godfather Part II
Door een meningsverschil tussen acteur Castellano en Paramount Pictures komt het personage Clemenza niet voor in de huidige tijdlijn van de film. Er wordt uitgelegd dat hij enige tijd geleden overleed aan een hartaanval. Zijn rol als Don van de misdaadfamilie in New York is overgenomen door Frank Pentangeli.
Clemenza komt wel voor in verschillende flashbacks uit de vroege dagen van Vito Corleone, waarin hij werd gespeeld door Bruno Kirby. Bij hun eerste ontmoeting vraag hij aan Vito om een aantal wapens voor hem te verbergen voor de politie. Clemenza doet hem een wederdienst door voor hem een duur tapijt te stelen. Beide mannen sluiten vriendschap met de jonge Salvatore Tessio. Onder hun drieën beginnen zij de zwendelzaakjes die de kern zullen vormen van het Corleone-imperium. Wanneer de plaatselijke Zwarte Hand-afperser, Don Fancucci, hier lucht van krijgt, wil hij zijn deel van de koek. Clemenza wil hier aanvankelijk op ingaan, maar Corleone overtuigt hem en Tessio om te weigeren. Kort daarna doodt Vito Don Fanucci, waarmee hij zichzelf als bendeleider vestigt.
Clemenza en Tessio begeleiden Vito en zijn gezin later naar diens geboorteplaats Corleone in Sicilië. Zij assisteren er bij de aanslag van Vito en diens vriend Don Tommasino op de lokale maffiabaas Don Ciccio, als wraak voor de moord op Vito's familie. Tommasino wordt neergeschoten, maar wordt de nieuwe plaatselijke maffiabaas. Clemenza en Tessio keren daarna terug naar New York met de Corleones.

## The Godfather Part III
Na de dood van Pentangeli in de film, is zijn positie als caporegime overgenomen door Joey Zasa, gespeeld door Joe Mantegna in The Godfather: Part III. De rol was oorspronkelijk geschreven voor Willi Cicci, soldaat van Pentangeli. Maar wanneer de acteur van dat personage, Joe Spinell, in 1989 overlijdt aan bloedverlies, werd het personage Willi Cicci geschrapt en vervangen door het personage Joey Zasa.

## Videogameversie
De videogametitel The Godfather: The Game geeft Clemenza weer als zijn filmtegenhanger. Vanwege de dood van Castellano in 1988 moesten alle dialogen van Clemenza worden ingesproken door Jason Schombing. In het spel wordt Clemenza partner van en goede vriend met Aldo Trapani en geeft hij hem verschillende missies, zoals het doden van leden van rivaliserende families, met name de familie Cuneo.